# Twenty20 Cup 2007
Der Twenty20 Cup 2007 war die vierte Saison der englischen Twenty20-Meisterschaft. Sieger waren die Kent Spitfires, die sich im Finale mit 4 Wickets gegen die Gloucestershire Gladiators durchsetzten.

## Gruppenphase

### Midlands/Wales/West Division
Tabelle
| Midlands/Wales/West Division | Sp. | S | N | U | NR | P  | NRR    |
| ---------------------------- | --- | - | - | - | -- | -- | ------ |
| Warwickshire Bears           | 8   | 5 | 2 | 0 | 1  | 11 | +0.230 |
| Gloucestershire Gladiators   | 8   | 4 | 2 | 0 | 2  | 10 | +0.986 |
| Worcestershire Royals        | 8   | 3 | 2 | 0 | 3  | 9  | −0.591 |
| Northamptonshire Steelbacks  | 8   | 2 | 3 | 0 | 3  | 7  | +0.055 |
| Somerset Sabres              | 8   | 3 | 5 | 0 | 0  | 6  | −0.214 |
| Glamorgan Dragons            | 8   | 1 | 4 | 0 | 3  | 5  | −0.663 |

### North Division
Tabelle
| North Division          | Sp. | S | N | NR | P  | NRR    |
| ----------------------- | --- | - | - | -- | -- | ------ |
| Nottinghamshire Outlaws | 8   | 4 | 1 | 3  | 11 | +0.876 |
| Lancashire Lightning    | 8   | 3 | 1 | 4  | 10 | +0.855 |
| Yorkshire Phoenix       | 8   | 4 | 3 | 1  | 9  | −0.052 |
| Leicestershire Foxes    | 8   | 2 | 1 | 5  | 9  | −0.142 |
| Durham Dynamos          | 8   | 1 | 4 | 3  | 5  | −0.575 |
| Derbyshire Phantoms     | 8   | 0 | 4 | 4  | 4  | −1.097 |

### South Division
Tabelle
| South Division      | Sp. | S | N | U | NR | P  | NRR    |
| ------------------- | --- | - | - | - | -- | -- | ------ |
| Sussex Sharks       | 8   | 5 | 2 | 0 | 1  | 11 | +0.179 |
| Kent Spitfires      | 8   | 4 | 2 | 1 | 1  | 10 | +0.324 |
| Surrey Lions        | 8   | 4 | 4 | 0 | 0  | 8  | +0.809 |
| Essex Eagles        | 8   | 3 | 4 | 0 | 1  | 7  | −0.365 |
| Middlesex Crusaders | 8   | 2 | 3 | 0 | 3  | 7  | −0.204 |
| Hampshire Hawks     | 8   | 1 | 4 | 1 | 2  | 5  | −1.116 |

## Playoffs

### Viertelfinale
| 17. Juli Scorecard | Bristol | Worcestershire Royals 123-6 (17/17)   | – | Gloucestershire Gladiators 131-3 (14.1/17) |
|                    |         | Gloucestershire gewinnt mit 7 Wickets |   |                                            |

| 17.–18. Juli Scorecard | Nottingham | Nottinghamshire Outlaws 138 (20) | – | Kent Spitfires 139-1 (19.5) |
|                        |            | Kent gewinnt mit 9 Wickets       |   |                             |

| 18. Juli Scorecard | Birmingham | Lancashire Lightning 193-5 (20) | – | Warwickshire Bears 187-7 (20) |
|                    |            | Lancashire gewinnt mit 6 Runs   |   |                               |

| 18. Juli Scorecard | Hove | Sussex Sharks 193-5 (20)   | – | Yorkshire Phoenix 155 (19.5) |
|                    |      | Sussex gewinnt mit 38 Runs |   |                              |

### Halbfinale
| 4. August Scorecard | Birmingham | Lancashire Lightning 148-6 (20)       | – | Gloucestershire Gladiators 152-2 (16.5) |
|                     |            | Gloucestershire gewinnt mit 8 Wickets |   |                                         |

| 4. August Scorecard | Birmingham | Sussex Sharks 140 (19.4)   | – | Kent Spitfires 141-5 (19.2) |
|                     |            | Kent gewinnt mit 5 Wickets |   |                             |

### Finale
| 4. August Scorecard | Birmingham | Gloucestershire Gladiators 146-8 (20) | – | Kent Spitfires 147-6 (19.3) |
|                     |            | Kent gewinnt mit 4 Wickets            |   |                             |